# Eva Norberg (konstnär)
Eva Norberg, född 1950 i Härnösand numera boende i Sundsvall, är en svensk konstnär och textilkonstnär.
Som uttrycksmedel arbetar hon med textil bildväv och målningar med akryl och blandteknik på duk.
Eva är autodidakt och har genom åren utvecklat en egen vävteknik som påminner om den medeltida snärjtekniken. Bilderna vävs i en vanlig vävstol med tuskaftsuppknytning och med inslag av smalt klippta tygremsor. Eftersom hon väver bilden från baksidan så framträdet motivet spegelvänt på undersidan i vävstolen. Baksidan av motivet ligger alltså uppåt i vävstolen.
Ett av de större utsmyckningsuppdragen har varit Mellannorrlands Hospice i Sundsvall, där alla vårdrum utsmyckades med textila bildvävar.
På uppdrag av olika företag har hon bland annat målat formgjutna skulpturer som fungerar som reklam åt företagen och blivit en del av utsmyckningen i olika stadskärnor.